# محمد سعيد النابلسي
محمد سعيد النابلسي (نوفمبر 1928 - 23 يوليو 2013). مصرفي وخبير اقتصادي وسياسي أردني. شغل منصب محافظ البنك المركزي الأردني مرتين. الأولى من 1973 حتى 1985، والثانية من 1989 حتى 1995.

## حياته الشخصية
تزوج النابلسي في أيلول 1957 م في دمشق من نائلة النابلسي. كان للزوجين ثلاثة أطفال. وتوفي في 13 يوليو 2013م.

## حياته المهنية
ولد النابلسي في تشرين الثاني (نوفمبر / 1928م) في يافا. درس الحقوق في جامعة دمشق بين 1948م حتى 1952م. حصل على الدكتوراه في الاقتصاد من جامعة جورج تاون وبعد أن درس هناك بين عامي 1954 و 1956 و1959 و1960. في عام 1958 و 1959 درس في جامعة كاليفورنيا - بيركلي. 
من 1952 حتى 1968 عمل النابلسي في مصرف سوريا المركزي. بعد فترة وجوده في سوريا انتقل النابلسي إلى الأردن حيث ذهب للعمل في البنك المركزي الأردني. بينما كان يعمل محاضرا في الجامعة الاردنية. في عام 1972 انضم إلى حكومة رئيس الوزراء أحمد اللوزي وزيرا للاقتصاد الوطني. خدم لمدة عام، عندما أصبح محافظا للبنك المركزي الأردني توقف عن العمل كمحاضر في الجامعة. بعد أن أصبح زيد الرفاعي رئيسا للوزراء في عام 1985م. 
ترك النابلسي منصبه وبدأ العمل كمستشار لصندوق النقد الدولي. خلال هذا الوقت، ترأس أيضا لجنة الأمم المتحدة الاقتصادية والاجتماعية لغرب آسيا  وكان وكيلا للأمين العام. في عام 1989 أصبح محافظا للبنك المركزي الأردني مرة أخرى بعد أن عينه رئيس الوزراء زيد بن شاكر.  عندما تم تعيين النابلسي حاكما بناءا على طلب الملك الحسين بن طلال، كانت مهمته محاولة إنهاء الأوقات الاقتصادية السيئة للأردن. حاول القيام بذلك عن طريق تعزيز العملة الأردنية «الدينار». ولأن البنك المركزي يفتقر إلى العملة الأجنبية أمر النابلسي جميع البنوك بتخزين 35 % من العملة الأجنبية في البنك المركزي. حيث فشل بنك البتراء في ذلك والذي كان يرأسه العراقي أحمد الجلبي. كشفت التحقيقات أن بعض أصول بنك البتراء غير موجودة بالفعل مما أدى إلى اتهامات بحسابات كاذبة واختلاس. فشل البنك أدى إلى عملية إنقاذ من قبل البنك المركزي بقيمة 350 مليون دولار في عام 1989م وحكم على الجلبي لاحقا بالسجن 22 عاما مع الأعمال الشاقة غيابيا. انتهت ولاية النابلسي البالغة خمس سنوات في 1994م وأعيد تعيينه لفترة أخرى. استقال اعتبارا من 1 يناير 1996م. 
خلال مسيرته المهنية عمل النابلسي أيضا كخبير مالي في منظمة الأمم المتحدة للتنمية الصناعية وأستاذا في الجامعة السورية الخاصة. 